# فيسبي (فئة فرقيطة)
فيسبي هي أحدث فئة كورفيت اعتمدتها البحرية السويدية بعد فئة Göteborg وفئة Stockholm. ويهتم تصميم السفينة بخفض قابلية الرصد، والمقطع العرضي الراداري والبصمة توجيه بالأشعة تحت الحمراء الحرارية. وقد تم تسمية أول سفن الفئة بالاسم فيسبي نسبة  للمدينة الرئيسية في جزيرة جوتلاند. ولاقت سفن الفئة اهتماماً دولياً واسعاً بسبب قدراتها الشبحية العالية.
تصميم السفن تم بواسطة إدارة عتاد الدفاع السويدية. وقامت Kockums AB  ببنائها. وقد تم تدشين أولى سفن الفئة في عام 2000 ومنذ ذلك الحين كانت عملية البناء محفوفة بتأخيرات متكررة. وأخيراً وفي ديسمبر 2009، تم تسليم أول سفينتين من الفئة إلى البحرية السويدية، وإن كان يانخفاض كبير في القدرة التشغيلية.

## التصميم
تم بناء الهيكل بتصميم يشبه الشطيرة (الساندويتش) حيث يتكون من قلب من PVC مع ألياف الكربون وصفح الفينيل. وهناك مزايا متعددة لاستخدام المواد المركبة في هياكل السفن، فالتوصيل الكهربائي الجيد واستواء السطح ينتج بصمة رادارية منخفضة، في حين أن العزل الحراري الجيد يخفض من البصمة الحرارية، كما يزيد من فرص النجاة في حالة نشوب حريق. وتتميز المواد المركبة المستخدمة أيضا بأنها غير مغناطيسية، مما يقلل من البصمة المغناطيسية (التوقيع المغناطيسي). كما تعد المواد المركبة قوية جداً مقارنة بوزنها النسبي، والوزن الأقل يعني سرعة أعلى، وقدرة أفضل على المناورة.
وتزن المواد المركبة 50% من وزن الفولاذ الصلب. وإذا ماتم بناء هذه السفن بالصلب العادي فقد يبلغ وزن السفينة 1200 طن.
تصميم فيسبي الزاوي Angular Design يقلل من توقيعه الراداري. وقال جان نيلسون، وهو أحد المصممين، لبي بي سي نيوز أونلاين: «نحن قادرون على تقليل المقطع العرضي الراداري بنسبة 99٪، وهذا لا يعني أنه غير مرئي بنسبة 99٪، بل يعني أننا خفضنا نطاق الكشف عنه Detection Range». ويلاحظ أنه يمكن طي سبطانة المدفع 57 ملم في داخل البرج للحد من مقطعه العرضي. وهناك خطط لإدخال تحسينات إضافية في هذا المجال، وخاصة بالنسبة لقضبان سطح السفينة والصواري.

## لمحة تاريخية
إستند التصميم كثيراً على الخبرات المستفادة من تصميم السفينة التجريبية HSwMS Smyge. وقد تم تصميم الفئة أصلاً ليتم تقسيمها إلى فئتين فرعيتين حيث تم تحسين بعض السفن للقتال السطحي والبعض الآخر لمكافحة الغواصات. ومع ذلك، فقد تم تغيير هذا بسبب التخفيضات.
يمكن لمروحية، مثل أجوستا ويستلاند A109M والتي اختارتها السويد، أن تهبط وتقلع وتتزود بالوقود على السطح العلوي. وكان من المخطط له أصلا وجود حظيرة مروحيات ولكنها اعتبرت ضيقة جدا فتم أزالتها.
استغرقت السفن وقتا طويلا -بشكل ملحوظ- من وقت إطلاق المشروع إلى التسليم، وكان عملية البناء محفوفة بالتأخير المتكررة، ففي عام 2008، كان نظام الأسلحة الوحيد الذي تم دمجه واختباره في فيسبي هو المدفع.
وأخيراً وفي 16 ديسمبر 2009، تم تسليم أول سفينتين من فئة الكورفيت فيسبي إلى البحرية السويدية وذلك من قبل Försvarets materielverk FMV . وقد تم تسليم الكورفيت K32 وشقيقه K33، مع أجهزة الاستشعار تحت الماء والسطح/جوية وهي مندمجة بشكل تام. ومع ذلك، فإن السلاح الوحيد الذي تم دمجه على الكورفيت واختبار أطلاقه -حتى ذلك الوقت- كان مدفع Bofors 57 Mk3. وقد أطلقت Försvarets materielverk FMV عليه تعريف «الإصدار 4» وكان الغرض منه إدخال السفن في الخدمة والبدء في تدريب الأطقم.
وكان من المقرر اكتمال «إصدار 5» في عام 2012، وكان المستهدف فيه هو تكملة السفن بأنظمة إزالة الألغام، وقدرة هبوط المروحية (معتمدة فقط في K31)، ودمج صواريخ مضادة لسفن السطح وتهيئة إضافية للشبحية. وكان الكورفيت فيسبي هو أول سفن الفئة الذي سيتم ترقيتها إلى «الإصدار 5». وفي 22 مارس 2012 ذكرت FMV أن الكورفيت قد تم تعديله وأنه سيتم اختبار النظام قبل إعادته لدخول البحرية السويدية بحلول نهاية عام 2012.
وعلى الرغم من أن تصميم السفن كان يهدف في الأصل إلى تركيب صواريخ سطح-جو، فإن شركة Genomförandegruppen ألغت المشروع في 18 سبتمبر 2008 وذلك من أجل ترشيد شراء العتاد الدفاعي للدفاع السويدي.

## سفن الفئة
| الرقم المتسلسل | إسم السفينة        | تاريخ بدء البناء | التدشين        | دخول الخدمة    | قطاع الخدمة           | حالة السفينة | الشعار |
| -------------- | ------------------ | ---------------- | -------------- | -------------- | --------------------- | ------------ | ------ |
| K31            | Visby              | 17 فبراير 1995   | 8 يونيو 2000   | 16 سبتمبر 2002 | الأسطول البحري الرابع | في الخدمة    |        |
| K32            | Helsingborg        |                  | 27 يونيو 2003  | 16 ديسمبر 2009 | الأسطول البحري الثالث | في الخدمة    |        |
| K33            | Härnösand          |                  | 16 ديسمبر 2004 | 16 ديسمبر 2009 | الأسطول البحري الثالث | في الخدمة    |        |
| K34            | (HMS Nyköping (K34 |                  | 18 أغسطس 2005  | 16 سبتمبر 2015 | الأسطول البحري الثالث | في الخدمة    |        |
| K35            | (HMS Karlstad (K35 |                  | 24 أغسطس2006   | 16 سبتمبر 2015 | الأسطول البحري الثالث | في الخدمة    |        |
| K36            | Uddevalla          | ألغيت            | ألغيت          | ألغيت          | ألغيت                 | ألغيت        |        |

## صور لسفن الفئة

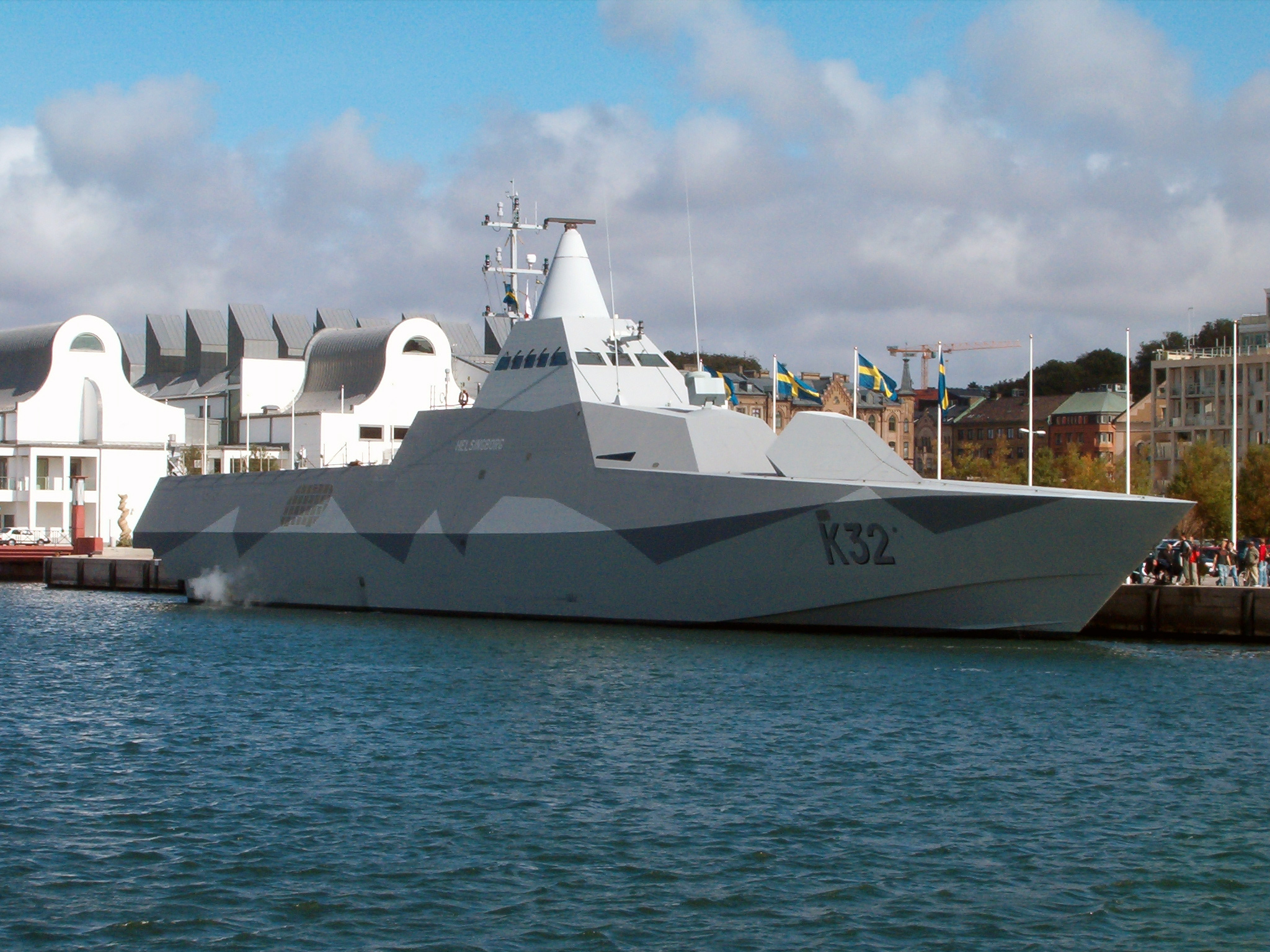
الكورفيت Helsingborg في زيارة لمدينة هيلسينجبورج .
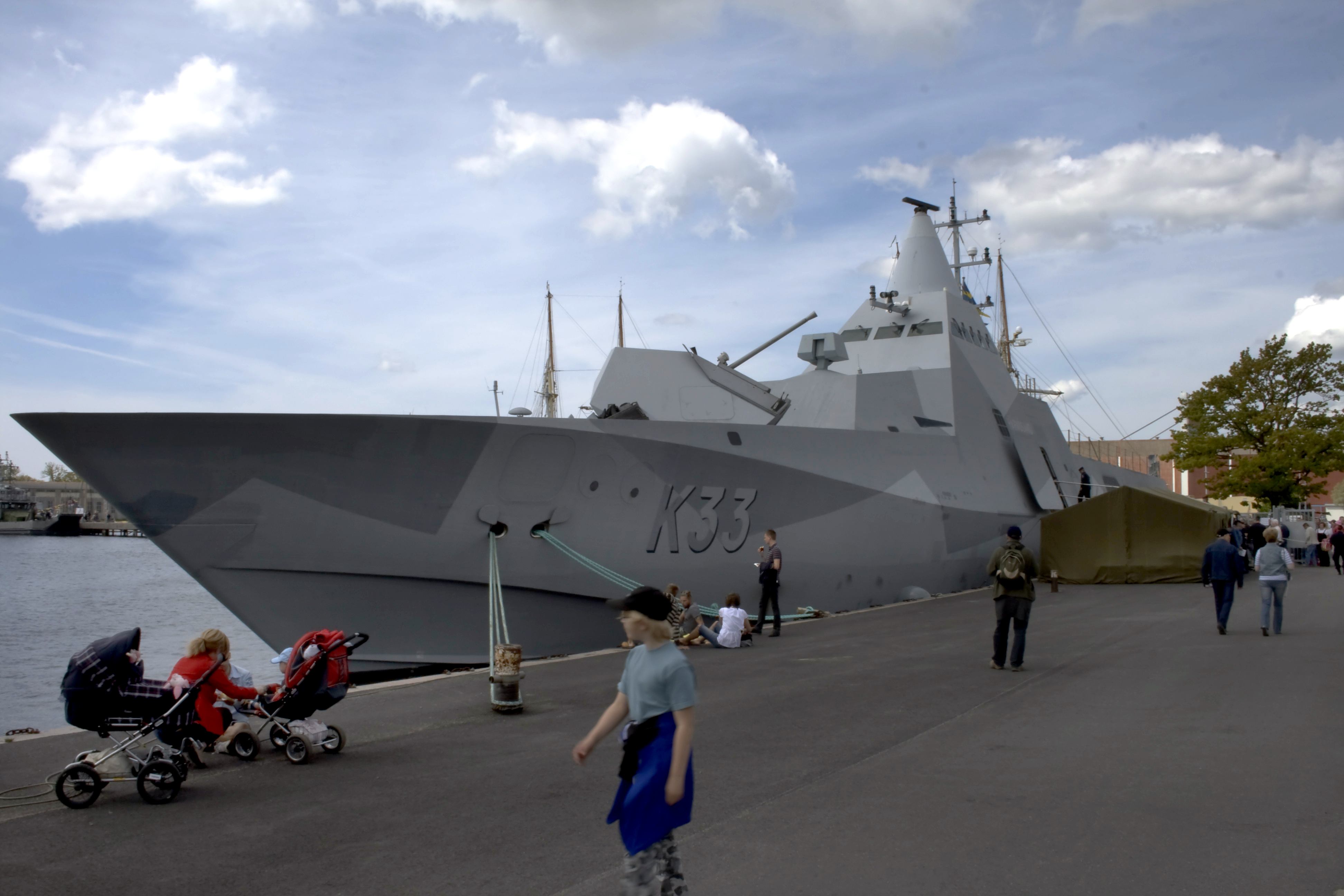
الكورفيت Karlskrona في قاعدة بحرية.